# Wetenschappelijk socialisme
Wetenschappelijk socialisme is een visie op de samenleving die uitgaat van de rede en gebaseerd zou moeten zijn op de wetenschappelijke methode. De Franse anarchist Pierre-Joseph Proudhon noemde het voor het eerst in Wat is eigendom? uit 1840. Proudhon zette zich niet alleen af tegen het kapitalisme, maar ook tegen het autoritair socialisme van Karl Marx.
Karl Marx en Friedrich Engels onderscheidden het wetenschappelijk socialisme juist van wat zij noemden het utopisch socialisme. Dit zou bereikt zijn door de geschiedenis te analyseren op basis van het historisch materialisme waarbij de economie een centrale rol krijgt. Het was daarbij vooral Engels die de nadruk legde op het wetenschappelijke karakter. Zo stelde hij in zijn grafrede van Marx: Zoals Darwin de ontwikkelingswetten van leven en natuur blootlegde, zo heeft Marx de ontwikkelingswetten van de mensenmaatschappij blootgelegd.
Een belangrijke hypothese van het wetenschappelijk socialisme is de relatie tussen de sociale structuur (productieverhoudingen) en de economische instituties (productiewijzen). Bij elke verandering van productiewijze, past een verandering van productieverhoudingen. Die verandering van sociale structuur gaat telkens gepaard met een omwenteling, waarbij uiteindelijk ook het kapitalisme plaats zou maken voor de socialistische staat.
Karl Popper stelde in The Open Society and Its Enemies uit 1945 dat dit socialisme aanvankelijk wetenschappelijk was geweest, aangezien het toetsbare voorspellingen deed. Toen deze echter niet uitkwamen, werd met ad-hoc-hypotheses geprobeerd falsificatie te voorkomen. Daarmee verwerd het tot metafysica (pseudowetenschap).